# Cesare Previti
Cesare Previti (Reggio de Calabre, 21 octobre 1934) est un avocat et un homme politique italien, ancien député, ancien ministre de la Défense et ancien sénateur.
Il a été condamné à plusieurs reprises, et deux fois de façon définitive, dans le cadre de ses fonctions d'avocat et de conseil de Silvio Berlusconi, notamment pour « corruption de magistrats » .

## Biographie
Né en Calabre, il grandit à Rome, où il devient un praticien du droit. Assez tôt, il collabore avec Berlusconi. Administrateur de la propriété de la marquise Casati Stampa (une vieille fille de 90 ans), il vend cette villa d'Arcore devenue ensuite célèbre avec Berlusconi, pour le montant étonnamment bas de 500 millions de lires. Après cela, Previti travaille pour la Fininvest, la société de Berlusconi, en acquérant une réputation d'avocat très compétent et très efficace.
En 1994, peu après la fondation de Forza Italia, Previti devient sénateur (Senato della Repubblica) et Berlusconi essaye de le faire nommer ministre de la Justice, mais le Président de la République de l'époque, Oscar Luigi Scalfaro, s'y oppose et oblige Berlusconi à le nommer au portefeuille de la Défense, de mai à décembre 1994 (et jusqu'en janvier 1995, par intérim).
Élu ensuite député à la Camera dei deputati, toujours pour Forza Italia, en 1996 et 2001, il est inculpé pour avoir corrompu des juges avant l'entrée en politique de Berlusconi, dont il a été ministre de la Défense. En novembre 2003, après avoir obtenu de nombreux renvois, il est condamné, en première instance, à 5 ans de prison (demandés 11).
Le 2 décembre 2005, le sénateur est condamné en appel dans l'affaire dite SME à 5 ans de prison ferme (cour d'appel de Milan) pour corruption de magistrat (le dit magistrat, le juge des enquêtes préliminaires de Rome, Renato Squillante, a été condamné à sept ans de prison).
Réélu député en 2006 (dans le Latium) pour Forza Italia, bien qu'il soit en théorie inéligible, la Chambre accepte, à une très large majorité, ses démissions le 31 juillet 2007, plus d'un an après son élection, démissions présentées et acceptées le jour même où la Chambre allait le déchoir de son mandat en raison de sa condamnation.